# Ron Eldard
Ronald Jason Eldard (New York, 20 februari 1965) is een Amerikaans acteur.
Hij werd in Europa bekend door de film Sleepers (1996) en was eerder al te zien in The Last Supper (1995).